# Xalapa
Xalapa  (talvolta anche Jalapa) è la città capitale dello stato di Veracruz, nel Messico meridionale.

## Storia
Il nome completo della città è Xalapa-Enríquez, in onore del 19º governatore di Veracruz, Juan de la Luz Enríquez.
La città dà il nome al peperoncino Jalapeño.